# شعبة العوراء (وشحة)
شعبة العوراء هي إحدى قرى عزلة بنى سعد بمديرية وشحة التابعة لمحافظة حجة، بلغ تعداد سكانها 66 نسمة حسب تعداد اليمن لعام 2004.